# Art-sur-Meurthe
Art-sur-Meurthe – miejscowość i gmina we Francji, w regionie Grand Est, w departamencie Meurthe i Mozela.
Według danych na rok 1990 gminę zamieszkiwały 994 osoby, a gęstość zaludnienia wynosiła 87 osób/km² (wśród 2335 gmin Lotaryngii Art-sur-Meurthe plasuje się na 373. miejscu pod względem liczby ludności, natomiast pod względem powierzchni na miejscu 506.).

## Galeria

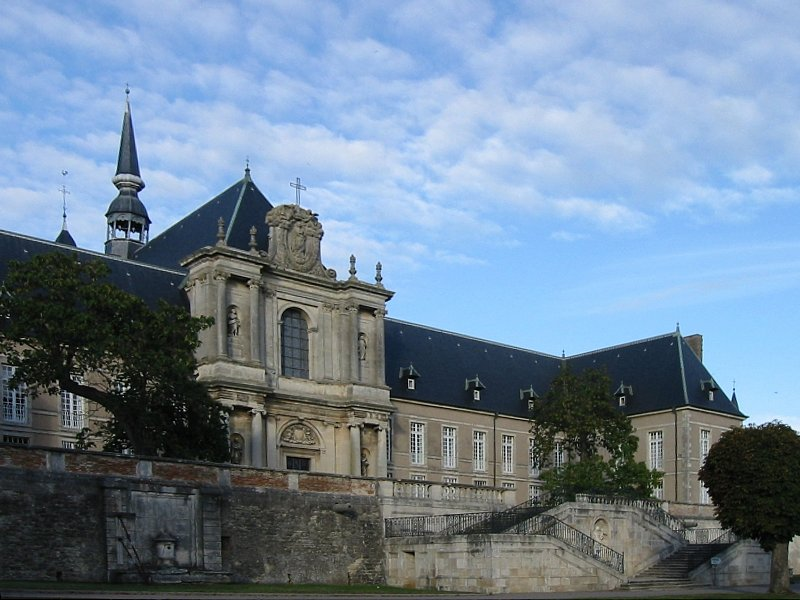
XVII-wieczny klasztor w Art-sur-Meurthe (2006)
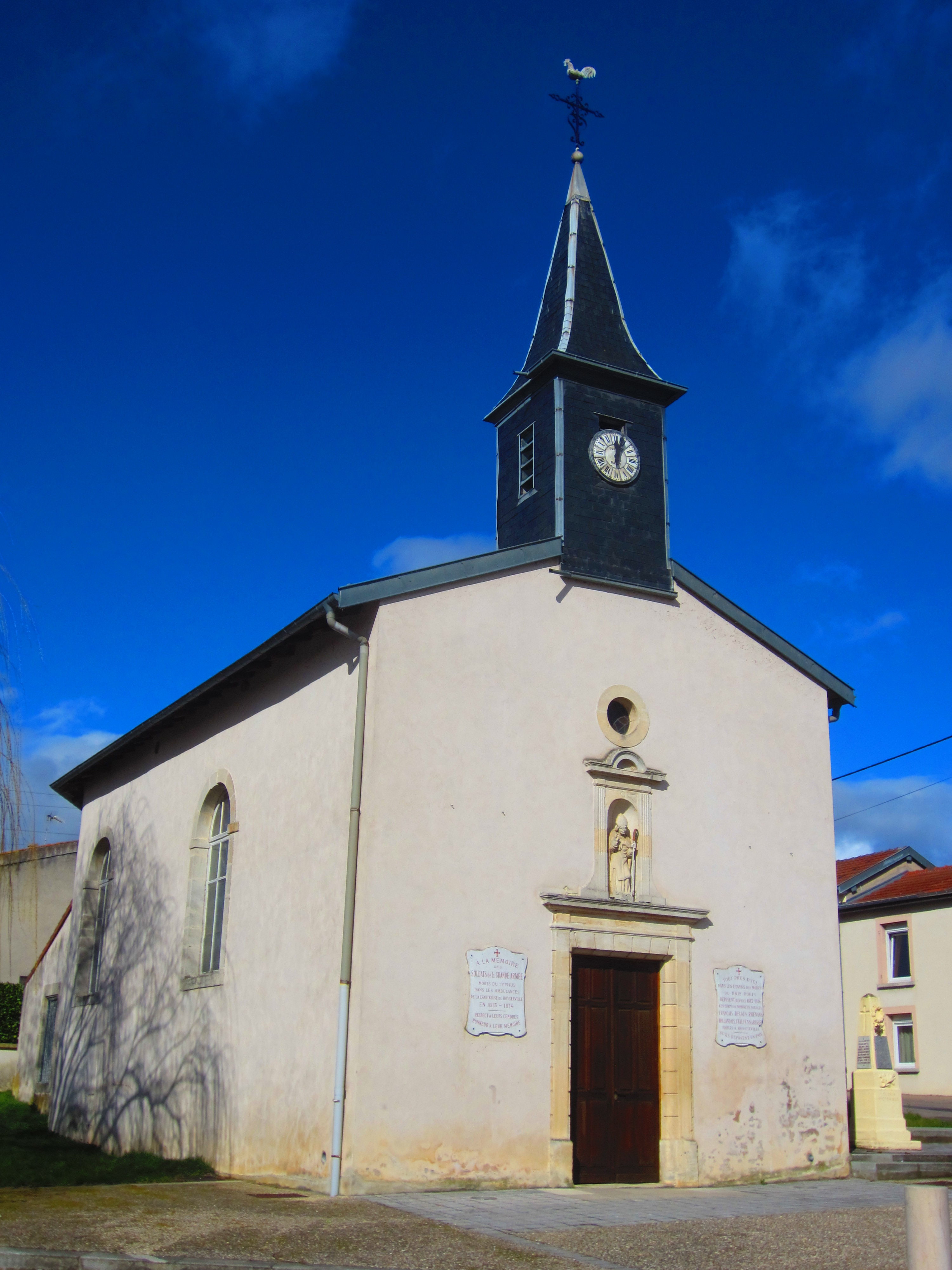
Kościół św. Remigiusza (2014)
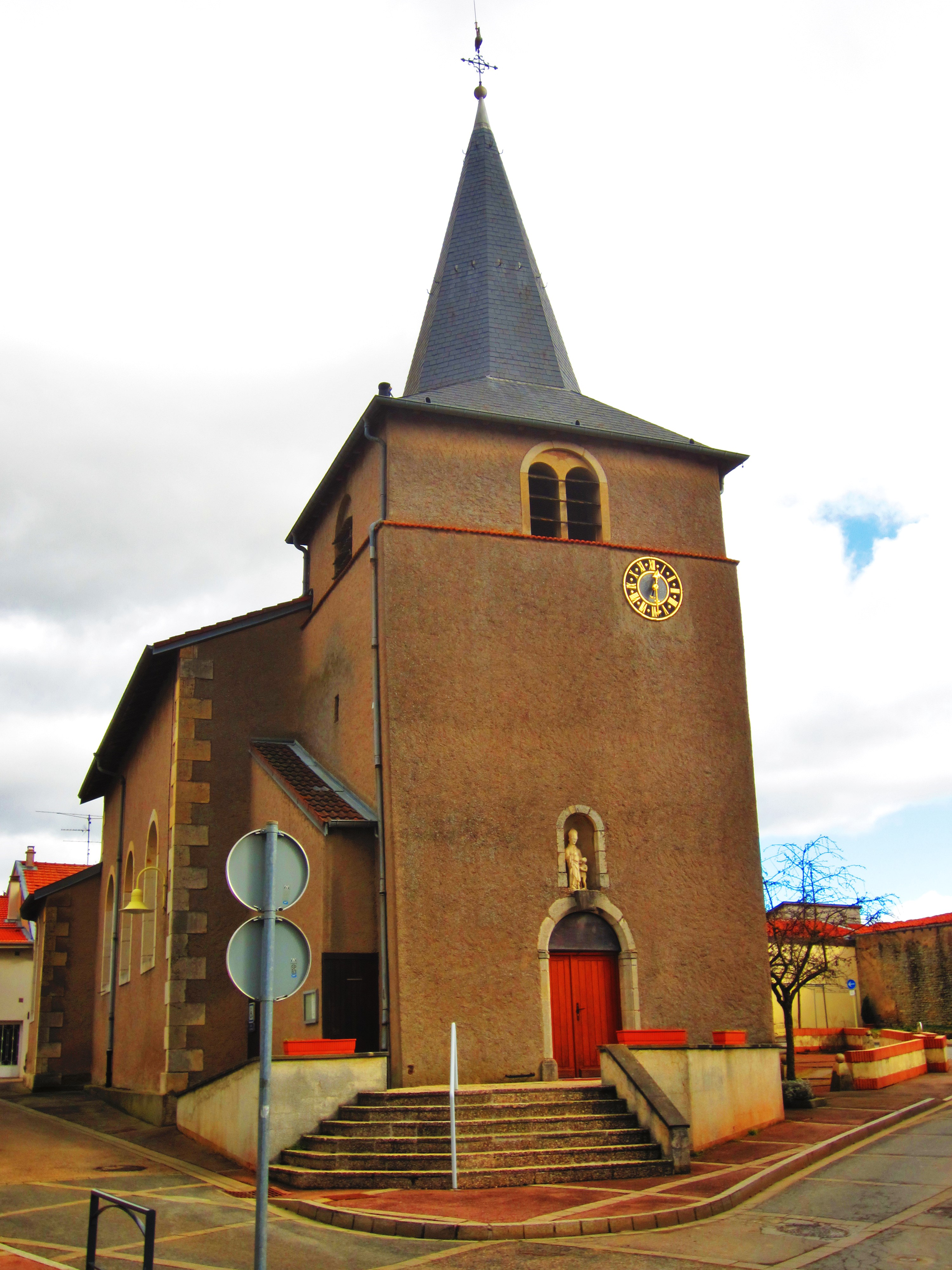
Kościół św. Aniana (2014)

## Populacja

Populacja Art-sur-Meurthe w latach 1962–2008